# Две Могили
Две Могили (буг. Две могили) град је у Републици Бугарској, у северном делу земље, седиште истоимене општине Две Могили у оквиру Русенске области.

## Географија
Положај: Две Могили се налазе у северном делу Бугарске. Од престонице Софије град је удаљен 280 km североисточно, а од обласног средишта, Русеа град је удаљен 35 km јужно.
Рељеф: Област Две Могиле се налази у области бугарског Подунавља. Град се сместио у бреговитом подручју, на приближно 240 m надморске висине.
Клима: Клима у Двема Могилама је континентална.
Воде: У околини Две Могиле протиче више мањих водотока.

## Историја
Област Две Могиле је првобитно било насељено Трачанима, а после њих овом облашћу владају стари Рим и Византија. Јужни Словени ово подручје насељавају у 7. веку. Од 9. века до 1373. године област је била у саставу средњовековне Бугарске.
Крајем 14. века област Две Могиле је пала под власт Османлија, који владају облашћу 5 векова.
Године 1878. град је постао део савремене бугарске државе. Насеље постоје убрзо средиште окупљања за села у околини, са више јавних установа и трговиштем.

## Становништво
| 1965. | 1975. | 1985. | 1992. | 2001. |
| ----- | ----- | ----- | ----- | ----- |
| 5,501 | 5,608 | 5,381 | 5,096 | 4,714 |

По проценама из 2010. године Две Могили су имале око 4.400 становника. Огромна већина градског становништва су етнички Бугари, а мањина су Турци. Остатак су махом Роми. Последњих деценија град губи становништво због удаљености од главних токова развоја у земљи.
Претежна вероисповест месног становништва је православље, а мањинска ислам.